# Mark Stewart
Mark Stewart (Dundee, 25 augustus 1995) is een Schots baan- en wegwielrenner die anno 2024 rijdt voor Team corratec-Vini Fantini. Stewart won de puntenkoers op de Gemenebestspelen van 2018.

## Palmares

### Baanwielrennen
| Jaar     | BK                                 | EK                              | WK          | Overig                                                |
| Beloften | Beloften                           | Beloften                        | Beloften    | Beloften                                              |
| -------- | ---------------------------------- | ------------------------------- | ----------- | ----------------------------------------------------- |
| 2016     |                                    | schratch · ploegenachtervolging |             |                                                       |
| 2017     |                                    | omnium · achtervolging          |             |                                                       |
| Elite    |                                    |                                 |             |                                                       |
| 2014     | puntenkoers                        |                                 |             |                                                       |
| 2015     | ploegenachtervolging · puntenkoers |                                 |             |                                                       |
| 2016     |                                    | ploegenachtervolging            |             | WB Glasgow: ploegenachtervolging Driedaagse van Aigle |
| 2017     |                                    |                                 | puntenkoers |                                                       |
| 2018     |                                    |                                 | puntenkoers | Gemenebestspelen: puntenkoers                         |
| 2019     | scratch                            |                                 |             | WB Minsk: Puntenkoers                                 |

### Wegwielrennen

#### Overwinningen
2022
1e (TTT) en 4e etappe New Zealand Cycle Classic
Eind- en bergklassement New Zealand Cycle Classic
Eindklassement Ronde van Roemenië
2024
Tussensprintklassement Ronde van de Verenigde Arabische Emiraten
2025
3e etappe Ronde van Kumano
Eindklassement Ronde van Kumano

#### Resultaten in voornaamste wedstrijden
|      | \| Jaar \| Milaan-San Remo \| Strade Bianche \| \| ---- \| --------------- \| -------------- \| \| 2024 \| \| opgave \| \| 2025 \| 152e \| \| |                |
| Jaar | Milaan-San Remo | Strade Bianche |
| 2024 | | opgave         |
| 2025 | 152e |                |

## Ploegen
- 2017 –  An Post-Chainreaction
- 2019 –  Ribble Pro Cycling
- 2020 –  Ribble Pro Cycling
- 2021 –  Ribble Pro Cycling
- 2022 –  Bolton Equities Black Spoke Pro Cycling
- 2023 –  Bolton Equities Black Spoke
- 2024 –  Team Corratec-Vini Fantini
- 2025 –  Toscana Factory Team Vini Fantini

Batt · Bostock · Burnett · Christensen · Currie · Fitzsimons · Fouché · Gate · Gough · Jackson · Jones · Kench · Mudgway · O'Donnell · Oram · Scott · Sexton · Stewart · Townsend · Wright · Gardner (stagiair) · Hornblow (stagiair) · Vercouillie (stagiair)
Amella · Baldaccini · Balmer (vanaf 14/5) · Bonifazio · Conti · Darbellay · Debons · González (vanaf 31/3) · Iacchi · Mareczko · Masotto · Monaco · Murgano · Olivero · Padoen · Ponomar · Samudio (vanaf 1/8) · Quartucci · Sbaragli · Stewart · Stöckli · Tsarenko · van Empel · Viviani · Zambelli · Bögli (stagiair) · Parravano (stagiair) · Tissières (stagiair)